# Berishë e Vendit
Berishë e Vendit lub Berishë Vend – wieś położona w północnej części Albanii w gminie Iballë. Wieś znajduje się 92 kilometrów od stolicy państwa, Tirany.

## Demografia
Według spisu ludności z 1989 roku we wsi Berishë e Vendit mieszkało 596 mieszkańców.